# ゴリータ (カリフォルニア州)
ゴリータ（英: Goleta、英語の発音: [ɡəˈliːtə]、スペイン語の発音|ɡoˈleta|）は、アメリカ合衆国カリフォルニア州のサンタバーバラ郡にある都市。人口は3万2690人（2020年）。サンタバーバラの西に位置している。近くにカリフォルニア大学サンタバーバラ校（UCSB）がある。

## 歴史

### 初期の歴史
現在ゴリータ市となっている地域には数千年前からチュマシュ族インディアンが住んでいた。最初のヨーロッパ人開拓者からはカナリーニョと呼ばれていた（チャンネル諸島に渡るために作ったカヌーからきている）。チュマシュ族の最大の集落はゴリータ湿地の北にあったサクスピリルであり、現在のサンタバーバラ空港に近い。
最初にこの地を訪れたヨーロッパ人はフアン・ロドリゲス・カブリリョであり、1542年に船で通り過ぎた。1980年代に海浜で16世紀の大砲が幾らか発見されたことにより、フランシス・ドレーク卿が1579年にゴリータ湿地に船で入ったという学説が信憑性を帯びるものになった。ドレークはここで船の修理のために数週間を過ごした。
18世紀、2つのスペイン遠征隊がこの地域に入った。2つ目の遠征隊は東部にサンタバーバラ・プレシド（砦）と伝道所を設立し、チュマシュ族をカトリックに改宗させ始めた。19世紀、オークの木で覆われていたこの地域の大半は伐採され、牧場が主要な土地の利用法だった。1840年代後半、メキシコの土地特許ランチョ・ドス・プエブロスを取得したニコラス・A・デンと、ランチョ・ラ・ゴレタを取得したニコラスの義父ダニエル・A・ヒルが、ここで成育した牛の肉をカリフォルニア・ゴールドラッシュで来ていた数多い坑夫に売ったことで裕福になった。

### 19世紀と20世紀
ゴリータ・バレーは19世紀後半から20世紀前半にかけて傑出したレモンの生産地域となり、土地の大半は農業に使われていた。これに加えて特にエルウッド・メサなど幾つかの地域で石油と天然ガスの開発が行われた。1920年代飛行術の開拓者達が農業のために沈泥を置いていたゴリータ湿地の一部を使って離着陸の練習を始めた。元は干潟だったこの土地の権利は不明だった。1940年からサンタバーバラ市の開発推進者達がロビー活動を行い、連邦予算を獲得し、ゴリータ湿地に公式に空港を開発する債権を発行した。1942年に日本の潜水艦が沖に現れてエルウッド油田を砲撃した時に、空港あるいは少なくとも軍事用航空基地の必要性が明白になった。これは第二次世界大戦中にアメリカ合衆国への直接砲撃の一つとなった。海兵隊が空港完成のための工事を引き受け、現在カリフォルニア大学サンタバーバラ校のキャンパスとなっている場所には兵舎を建てた。
戦後、ゴリータ・バレー住民はカチュマ湖の建設を支持し、これで家屋建設ブームを可能にする上水を供給し、この地域には研究や航空産業の会社ができた。1954年、カリフォルニア大学サンタバーバラ校が元海兵隊基地の一部に移転した。航空宇宙産業の発展と共に、この町は農業中心の社会からハイテク産業の町に変わった。ゴリータは現在ハイテク産業の中心地と隣接するサンタバーバラ市のベッドタウンの役割を続けている。

### 市制
ゴリータは市制を執行するための試みが何度も行われた後の2002年に市制が布かれた。ゴリータとサンタバーバラ市の間にかなりの広さの都市化地域が未編入で残ったままであり、そこは2002年以前の住民投票で市制執行に反対してきた地域が大半である（これらの地域は市制執行案を通すために市域から外された）。この地域を併合する議論もあり、サンタバーバラ市からは「ノーリータ」というあだ名で呼ばれることもある。また直ぐ南にあるアイラビスタの学生が多い町は意図的に外された。ここは郵便番号や多くの社会資源などはゴリータと共有している。LAFCOの執行役員はその理由として「政治的不可能性」を挙げている。ただし、この問題に関する過去の住民投票結果は、アイラビスタを含むゴリータ市が住民投票に掛けられた場合は通過した可能性があることを示している。現在のゴリータ市市域は地図で見ることができる。
2000年国勢調査では国勢調査指定地域としてのゴリータの数字が挙げられており、市制を布いたゴリータよりかなり大きい。2002年推計での市人口はカリフォルニア州知事計画研究所に拠れば、30,904人だった。

### 郵便局銃乱射事件
2006年1月30日、ジェニファー・サンマルコが郵便局員6人を含む7人を射殺し、その後に自殺した。場所は彼女が以前雇われていた郵便仕分け施設だった。この事件はアメリカ合衆国で女性によって行われた職場での大量射殺事件としては最大のものと考えられている。

### 今日
ゴリータ市の多くは静かな地域社会と考えられているが、サンタバーバラは観光客の大半や地域住民と惹きつける傾向にある。ゴリータは都市スプロール現象にうまく対応しているが、現象そのものは存在している。
2008年、山火事のギャップファイアは数週間の間に延べ9,000エーカー (36 km²) 以上を焼き、7月29日にやっと鎮火した。

## 都市の環境

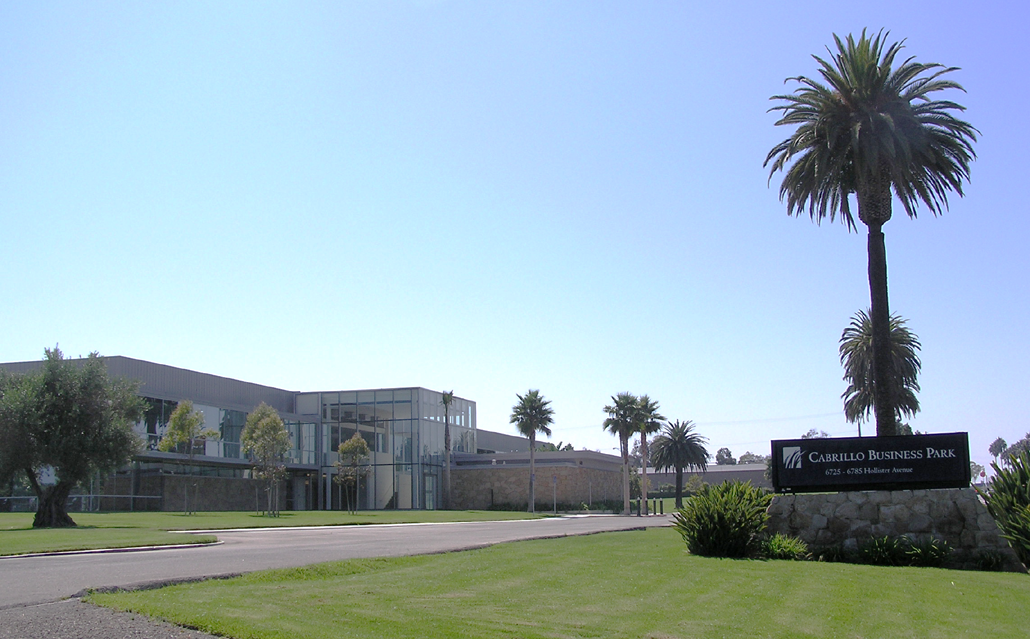
カブリリョ・ビジネスパーク

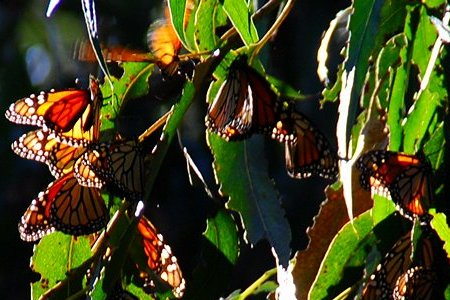
エルウッド・メサ・オープンスペースのオオカバマダラ（蝶々）の群れ

ゴリータ市の土地用途は6種類のものの混合であり、重工業地帯のみが無い。アメリカ国道101号線の北は1950年代後半から1970年代に建てられた住宅地区であり、これに新しい集合住宅や幾つかのゲーテッドコミュニティが混じり、またサンタイネス山脈の麓にある大邸宅を擁する低人口密度地域が入っている。カレ・レアルに沿った商業地帯はこの町の幾つかある事業地区の1つである。国道の南はオールドタウンであり、ホリスター・アベニューのフェアビュー・アベニューからカリフォルニア州道217号線高架交差路までを中心にしている。この商業地域に隣接して古く時として低水準の家屋がある地域がある。ここは郡南部で最も貧しい人々が住む所である。オールドタウンと空港の間でフェアビュー・アベニュー南に沿った地域は、軽工業地帯であり、サンタバーバラ郡南部では数少ない地帯である。そのさらに西、ストローク道路とホリスター・アベニューの交差点近くはスーパーセンターを含む大型ショッピングセンターであり、地域外からも企業を惹きつけている。この地域は「カミノ・レアル・マーケットプレース」と呼ばれている。それに隣接してカブリリョ・ビジネスパークと呼ばれる新しい企業団地がある。ショッピングセンターに隣接しさらに西1マイル (1.6 km) 以上の地域は住宅地区であり、建設年代は1960年代である。ここには近くのカリフォルニア大学サンタバーバラ校から溢れた学生を受け入れる高密度のアパートがある。
市内にはストウ公園、ロスカルネロス湖およびコロナード・バタフライ保護地区など幾つかの重要な公園がある。エルウッド・メサ・オープン・スペースには太平洋を見下ろす崖の上の道路とカリフォルニア大学サンタバーバラ校の海浜から行くことができる。郡立ゴリータ海浜公園は市域の直ぐ外にある。

## 地理
ゴリータはサンタバーバラ市から約8マイル (13 km) 西にあり、海岸に沿っている（この地域では海岸が東西方向にある）。近くにはカリフォルニア大学サンタバーバラ校のキャンパスやアイラビスタの学生街がある。
サンタイネス山脈の麓にあり、そのために地元では「サンドウナーズ」と呼ばれる突然の極端に暑い風が吹くことがあり、これはロサンゼルスやサンディエゴで吹く有名なサンタアナ風に類似している。これは山岳部の内陸側から乾燥した空気を含む高気圧がゴリータの側に吹き降ろすときに過熱されるものである。1859年6月17日、サンドウナーが吹いて急速に気温を 133°F (56℃) まで上げた。人々は即座に日陰に退避することを強いられた。風が弱まると動物や植物が大量に死んでいた。これは1913年までアメリカ合衆国での最高温度記録となっていた。
ゴリータは北緯34度26分26秒 西経119度48分49秒 / 北緯34.44056度 西経119.81361度座標: 北緯34度26分26秒 西経119度48分49秒 / 北緯34.44056度 西経119.81361度に位置する。アメリカ合衆国国勢調査局に拠れば、市域全面積は26.4平方マイル (68.3 km2)であり、このうち陸地は26.3平方マイル (68.0 km2)、水域は0.1平方マイル (0.3 km2)で水域率は0.38％である。

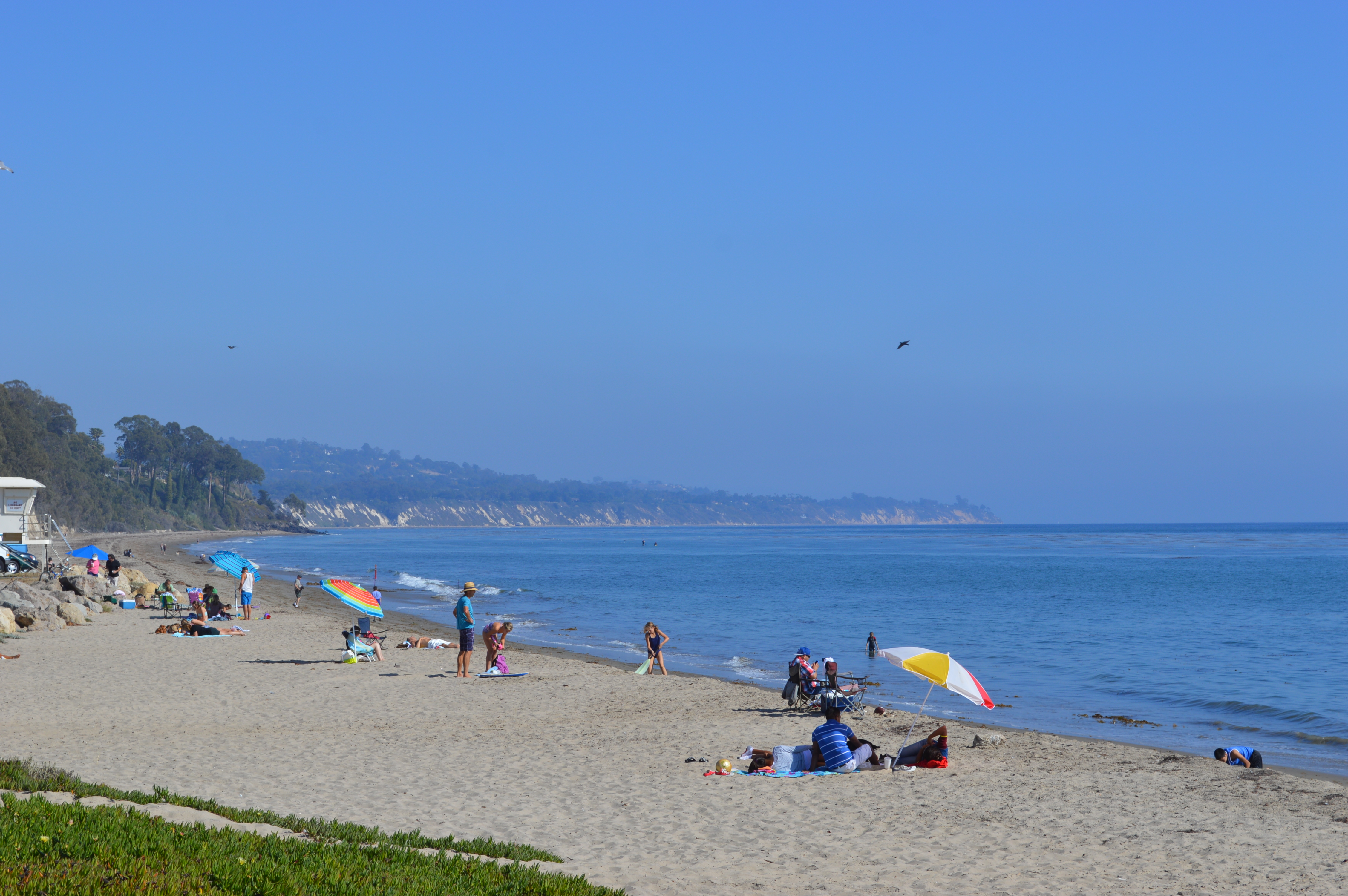
桟橋の東側の海岸
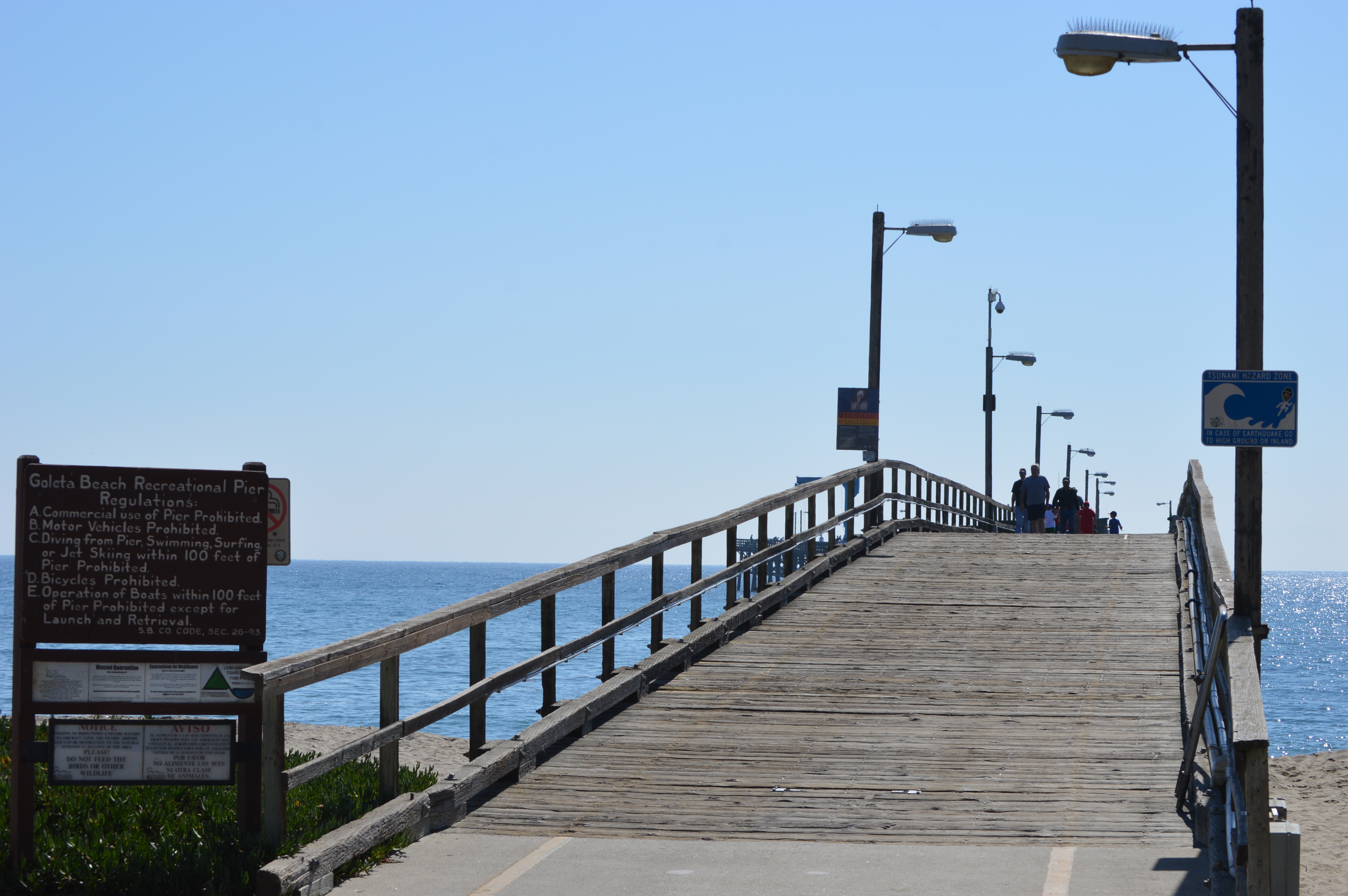
ゴリータ・ビーチの桟橋
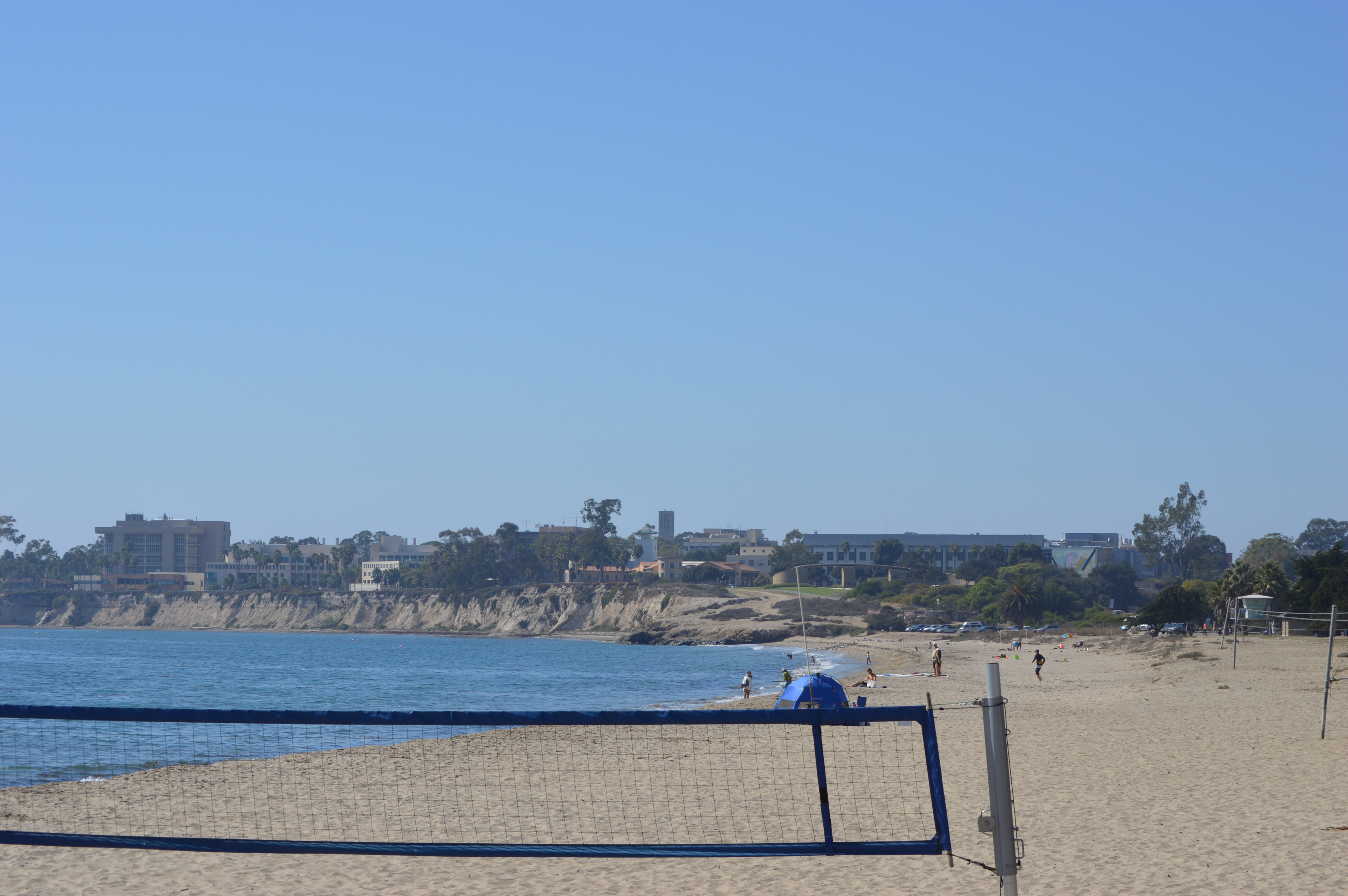
桟橋の西側の海岸とカリフォルニア大学サンタバーバラ校

## 経済
デッカーズ・アウトドア・コーポレーションが市内に本社を置いている。

### 主要雇用主
ゴリータの包括的年間財務報告書2008年版によれば、市内の大きな雇用主トップ14は以下の通りである。
| 順位 | 雇用主                               | 従業員数 |
| ---- | ------------------------------------ | -------- |
| 1    | レイセオン（防衛産業）               | 1,500    |
| 2    | ゴリータ統合教育学区                 | 550      |
| 3    | バカラ・リゾート                     | 527      |
| 4    | シトリックス・オンライン（情報産業） | 512      |
| 5    | アラーガン（薬品）                   | 453      |
| 6    | FLIR（防衛産業）                     | 360      |
| 7    | ヤーディ・システムズ                 | 360      |
| 8    | カール・ストーツ                     | 300      |
| 9    | ゴリータ・コテージ病院               | 298      |
| 10   | コストコ                             | 260      |
| 11   | メンター（医療器械）                 | 260      |
| 12   | ジョーダノズ                         | 210      |
| 13   | ザ・ホーム・デポ                     | 200      |
| 14   | ATK（航空機）                        | 186      |

## 人口動態
以下は2000年の国勢調査による国勢調査指定地域としての人口統計データである。
| 基礎データ - 人口: 55,204人 - 世帯数: 19,954世帯 - 家族数: 13,468 家族 - 人口密度: 811.7人/km2（2,102.1人/mi2） - 住居数: 20,442軒 - 住居密度: 300.6軒/km2（778.4軒/mi2） 人種別人口構成 - 白人: 78.61% - アフリカン・アメリカン: 1.27% - ネイティブ・アメリカン: 0.82% - アジア人: 6.43% - 太平洋諸島系: 0.11% - その他の人種: 9.23% - 混血: 3.53% - ヒスパニック・ラテン系: 22.33% 年齢別人口構成 - 18歳未満: 23.1% - 18-24歳: 9.5% - 25-44歳: 28.6% - 45-64歳: 24.2% - 65歳以上: 14.6% - 年齢の中央値: 38歳 - 性比（女性100人あたり男性の人口） - 総人口: 98.4 - 18歳以上: 96.1 | 世帯と家族（対世帯数） - 18歳未満の子供がいる: 30.6% - 結婚・同居している夫婦: 55.1% - 未婚・離婚・死別女性が世帯主: 8.7% - 非家族世帯: 32.5% - 単身世帯: 22.5% - 65歳以上の老人1人暮らし: 8.8% - 平均構成人数 - 世帯: 2.72人 - 家族: 3.18人 収入と家計 - 収入の中央値 - 世帯: 60,314米ドル（2007年では69,242米ドル） - 家族: 67,956米ドル（2007年では81,862米ドル） - 性別 - 男性: 44,770米ドル - 女性: 32,127米ドル - 人口1人あたり収入: 28,890米ドル - 貧困線以下 - 対人口: 6.7% - 対家族数: 2.9% - 18歳未満: 4.8% - 65歳以上: 4.4% |

## 教育
市内の公共教育はゴリータ統合教育学区とサンタバーバラ高校学区が管轄している。学区内に小学校は10校、中学校と高校は各1校ある。他に小規模の私立学校もある。

## 政治
5人の委員会からなる市政委員会は輪番で市長を務めている。市政委員会は企画機関としても機能している。委員会の会議はテレビ放映されるが、企画機関の集会は放映されない。カリフォルニア州は市制執行後然るべき期間内に最初の総合計画を立案することを求めているが、いまだにこれが採択されておらず、計画や開発の検討に遅れを生じている。

## 交通

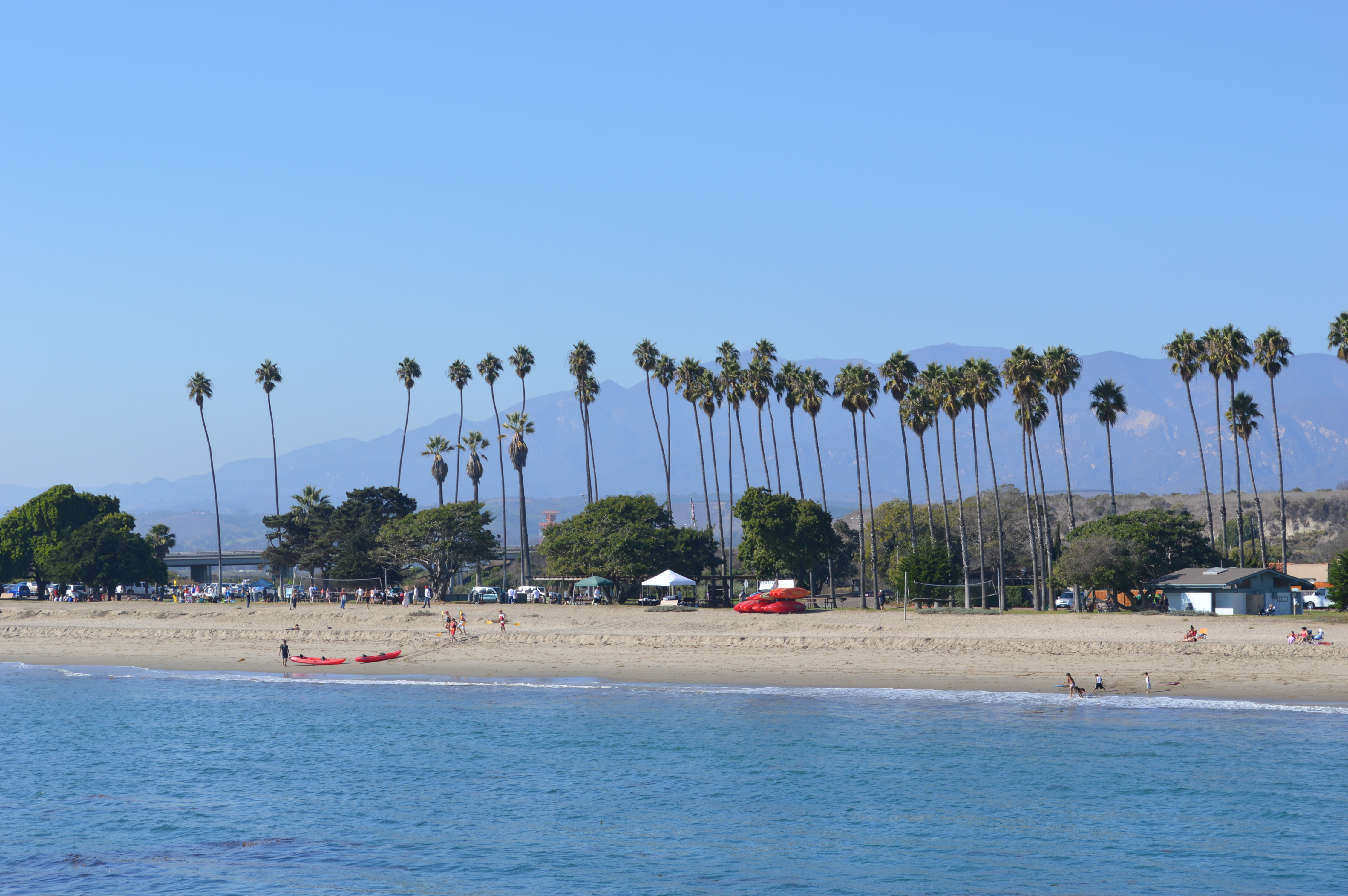
ゴリータ・ビーチとサンタイネス山脈 - 椰子の木々の向こうにサンタバーバラ空港が見える。左側の橋はカリフォルニア州道217号線。

公共交通は全て郡が運行している。複数の都市圏交通地区のバスが市内を走っている。
市内の主要幹線はアメリカ国道101号線であり、その他の大通りはホリスター・アベニューとカセドラルオークス道路である。その他にカレ・レアル（幾つかの部分に分断されている）、ストローク道路またはグレン・アニー道路、ロスカルネロス道路、フェアビュー・アベニューおよびパターソン・アベニューがある。
都市間交通はアムトラックが列車を運行しており、ゴリータ駅から利用できる。
サンタバーバラ空港がゴリータ市南西部にあり、ホリスター・アベニューとフェアビュー・アベニュー南の交差点に近い。この空港はサンタバーバラ都市圏で利用され、7つの航空会社が10の直行便を運行している。

### 主要高規格道路
- アメリカ国道101号線
- カリフォルニア州道217号線 - 国道101号線とカリフォルニア大学サンタバーバラ校を結んでいる